# Willie Williams (athlétisme)
Pour les articles homonymes, voir Willie Williams.
Willie James Williams (né le 12 septembre 1931 et mort le 27 février 2019) est un athlète américain, spécialiste du sprint, ancien détenteur du record du monde du 100 mètres.

## Biographie
Le 3 août 1956, à Berlin, Willie Williams établit un nouveau record du monde du 100 mètres en 10 s 1, améliorant d'un dixième de seconde l'ancienne meilleure marque mondiale codétenue par huit autres athlètes dont son compatriote Jesse Owens. Ce record sera égalé lors de cette même saison par Ira Murchison, Leamon King et Ray Norton. 
Deuxième des Championnats des États-Unis de 1954, il remporte la médaille de bronze du 100 m lors des Jeux panaméricains de 1955 de Mexico dans le temps de 10 s 4.

## Records
| Épreuve   | Performance | Lieu     | Date          |
| --------- | ----------- | -------- | ------------- |
| 100 m     | 10 s 1 (RM) | Berlin   | 5 août 1956   |
| 100 yards | 9 s 5       | Berkeley | 18 avril 1953 |